# 齐芳
齐芳（1984年2月4日—），中国女演员，毕业于南昌工程学院。2006年环球中国小姐冠军、上海国际时装赛中国总决赛亚军。後轉向影視演員發展。

## 电视剧
- 2007年《大秦帝国》饰 荧玉公主
- 2007年《远东第一监狱》饰 曹慧
- 2007年《浓情一生》饰 孟霓婷
- 2007年《中国女法官》饰 陈红简
- 2008年《书剑恩仇录》饰 骆冰
- 2009年《新封神榜之武王伐纣》饰 邓婵玉
- 2009年《难为女儿红》饰 阳红母
- 2009年《来不及说我爱你》饰 程谨之
- 2010年《侠隐记》饰 杨冬晴
- 2010年《大河套》饰 郭春妮
- 2015年《二十四道拐》
- 2015年《雲水怒》饰 梅怡和
- 2019年《陇原英雄传》

## 电影
- 2008年《火线追凶》饰 于胜男

## 主持
- 江西省级电视台综艺节目主持人
- 旅游卫视的外景主持
- 中央电视台的外景主持

## 广告
- 鸭鸭羽绒服形象代言人

## 荣誉
- 2006年第四届环球小姐大赛
- 中国区总冠军及全国最具风采奖和最佳气质奖
- 2004年上海国际时装赛中国总决赛亚军、全国最佳广告模特奖、世界总决赛季军、最佳企业形象大使奖
- 2003年第四届CCTV服装设计暨电视模特大赛(全国十佳)[1]

## 环球小姐
2006年3月29日，中国环球小姐总部总裁秦臻在新闻发布会上宣布取消齐芳的冠军头衔，理由是齐芳获得冠军之后没有听从中国环球小姐总部的指示，其行为也不符合总部制定的行为规章。最后，秦臻并申明由亚军高英慧代表中国参加2006环球小姐全球总决赛。
对此，齐芳在3月30日下午召开新闻发布会，表示自己无法接受限制人身自由的合同，和总部协商但被总裁秦臻拒绝调解。另外，齐芳对记者呈示了“有关年度环球中国小姐合同期间的规章制度”，其中规定非常不合理而且苛刻。最后齐芳声明“作为中华人民共和国公民，我享有国家宪法赋予我的基本人权，而这个基本人权，是任何荣誉称号都不能换取的”。
江西卫视《目击者》节目则认为双方的争执折射出选美行业的一些不规范操作，也暴露出该行业监管措施缺位的现状。